# Warin von Köln
Warin von Köln († 21. September 985) war von 976 bis 985 Erzbischof des Erzbistums Köln.
Die Abstammung von Warin, der latinisiert als Vuerin bezeichnet wurde, ist nicht geklärt. Vor seiner Erhebung zum Erzbischof von Köln wurde Warin als Kleriker am Kölner Dom erwähnt.
Im Jahr 976 trat Warin die Nachfolge von Erzbischof Gero an.
Zwischen 979 und 985 vertrieb er den Abt Sandrad aus Gladbach, den man bei ihm verleumdet hatte, dass er mehr in den Diensten des Bischofs von Lüttich denn in seinen Diensten stehe. An seine Stelle setzte er einen Abt ein, welcher binnen kurzer Zeit das Vermögen, die Besitzungen und die Reliquien verschleuderte.
Im Jahr 983 betraute ihn Kaiser Otto II. mit der Erziehung seines Sohnes, Ottos III., der am 25. Dezember 983 von den Erzbischöfen Willigis von Mainz und Johannes von Ravenna in Aachen zum König gekrönt wurde. Nach dem Tod von Kaiser Otto II. übergab Warin den jungen Otto III. im Jahr 984 an Heinrich den Zänker und unterstützte Heinrich offen bei dessen Streben nach der Krone.
Nach seinem Tod am 21. September 985 im Kloster St. Martin in Köln folgte ihm Erzbischof Everger.